# HK Rys
Le HK Rys est un club de hockey sur glace de Mojaïsk en Russie. Il évolue dans la Vyschaïa Liga, le second échelon russe.

## Historique
Le club est créé en 2008 à Podolsk et s'engage dans la Vyschaïa Liga. Il évolue au Palais de glace Vitiaz et est entraîné par Alekseï Kassatonov. Boris Mironov et Andreï Kozyrev sont les joueurs les plus expérimentés de l'effectif. Troisième de la poule ouest, le HK Rys s'incline face aux Krylia Sovetov en huitième de finale de la Coupe Bratine. Le club cesse ses activités à l'issue de sa première saison. Sa licence est reprise par Bachir Kouchtov et l'équipe déménage en 2009 à Mojaïsk et joue au Palais des sports Bagration. Aleksandr Ardachev devient l'entraîneur. Le gardien Iegor Podomatski intègre l'effectif. Le 12 septembre 2009, l'équipe dispute son premier match et s'impose 3-1 chez le HK VMF Saint-Pétersbourg. L'équipe sera déplacée à Sakhaline dès que la construction de la patinoire sera achevée .

## Palmarès
- Aucun titre.